# Dezentralisierte Autonome Organisation
Als dezentrale autonome Organisation (DAO), manchmal auch als dezentrale autonome Korporation (DAC), wird eine Organisation bezeichnet, die durch ein transparentes Computerprogramm codiert wird. Das Programm wird weder von Aktionären gesteuert noch von einer Zentralregierung beeinflusst. Die Aufzeichnung der Finanztransaktion und die Programmregeln einer DAO werden auf einer Distributed-Ledger-Technologie (DLT) aufrechterhalten. Der genaue rechtliche Status dieser Art von Unternehmensorganisation ist je nach geografischem Anwendungsgebiet verschieden.
Ein bekanntes Beispiel für die Finanzierung von Risikokapital war The DAO, das im Juni 2016 mit Crowdfunding von 150 Millionen US-Dollar startete und sofort um 50 Millionen US-Dollar an Kryptowährung bestohlen wurde. Dieser Hack wurde in den folgenden Wochen rückgängig gemacht und das Geld über hard fork der Ethereum-Blockchain wiederhergestellt. Die dezentrale Rettung wurde durch eine Mehrheitswahl der Ethereum-Gemeinschaft ermöglicht.

## Hintergrund
Dezentrale autonome Organisationen zeichnen sich durch den Einsatz der DLT (wie Blockchain) oder einem  gerichteten azyklischen Graphen (engl. Directed Acyclic Graph; DAG) aus. Sie stellen ein sicheres digitales Hauptbuch (digital ledger) zur Verfolgung finanzieller Interaktionen über das Internet bereit. Das ist gegen Fälschungen durch vertrauenswürdige Zeitstempel und die Verbreitung einer verteilten Datenbank geschützt. Dieser Ansatz beseitigt die Notwendigkeit, eine gegenseitig akzeptable vertrauenswürdige dritte Partei in eine finanzielle Transaktion einzubeziehen, wodurch die Transaktion vereinfacht wird.
Die Kosten einer DLT-fähigen Transaktion und der damit verbundenen Datenmeldung können im Wesentlichen durch die Eliminierung sowohl der vertrauenswürdigen dritten Partei als auch der Notwendigkeit einer wiederholten Aufzeichnung vom Austauschen der Verträge in unterschiedlichen Datensätzen ausgeglichen werden. Zum Beispiel könnten die DLT-Daten im Prinzip und, wenn regulatorische Strukturen dies erlauben, öffentliche Dokumente wie Urkunden und Titel ersetzen. Theoretisch ermöglicht ein DLT-Ansatz mehreren Nutzern von Cloud Computing (Datenwolken), über Smart Contract eine lose gekoppelte Zusammenarbeit einzugehen.
Daniel Larimer schlug am 7. September 2013 in einem veröffentlichten Artikel das Konzept einer „dezentralisierten organisierten Firma“ vor.
Dezentrale autonome Organisationen zielen darauf ab, offene Plattformen zu sein, in denen Individuen ihre Identität und ihre persönlichen Daten kontrollieren.

## Beispiele

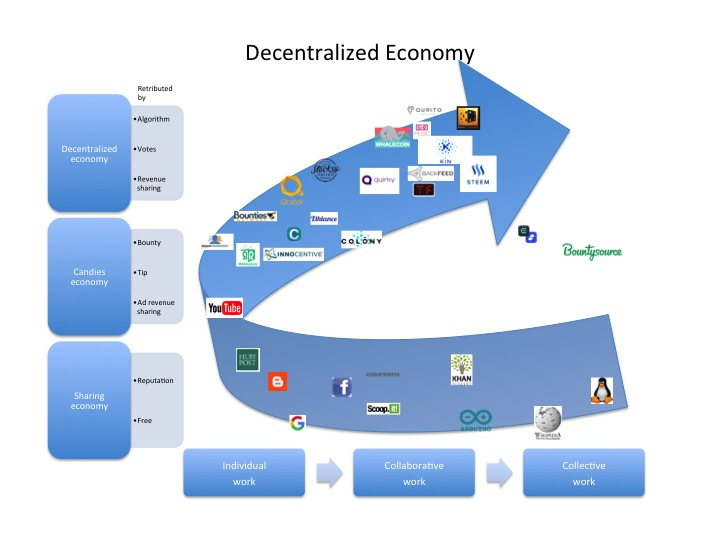
DAOs führen zu dezentraler Wirtschaft. Tokens ermöglichen Beiträge zu kollektiven Arbeiten, Micropayments und Tracking-Metriken, um algorithmische Messungen des Beitragsnutzens zu ermöglichen.

Die erste DAO war Dash. Andere sind The DAO, Digix oder Infinity Economics.

## Probleme
Es kann für eine DAO schwierig sein, einen Anwalt zu engagieren oder einen schriftlichen Vertrag abzuschließen. Niemand in der DAO ist daran interessiert, seinen Namen in eine Vereinbarung einzutragen.

### Gesellschaft
Die Beteiligung von Teilhabern an DAOs kann problematisch sein. Zum Beispiel sah sich BitShares einem Mangel an Wahlbeteiligung gegenüber, weil es Zeit und Energie kostet, Vorschläge zu prüfen und dafür oder dagegen zu entscheiden.

### Gesetzliche Haftung
Der genaue rechtliche Status dieser Art von Unternehmensorganisation hängt von dem geografischen Anwendungsgebiet ab. Während die US-Börsenaufsichtsbehörde (SEC) 
einige ähnliche Ansätze als illegale Angebote nicht-registrierter Wertpapiere bewertete, 
erlaubt der US-Bundesstaat Wyoming seit Juli 2021 den Betrieb einer solchen DAO mit der Rechtsform einer LLC.

### Sicherheit
Der Code eines bestimmten DAO wird schwer zu ändern sein, sobald das System in Betrieb ist. Dazu gehören Bug-Fixes, die im zentralen Code sonst trivial wären. Korrekturen für eine DAO würden die Erstellung eines neuen Codes und die Zustimmung zur Migration aller Fonds erfordern. Obwohl der Code für alle sichtbar ist, ist er schwer zu reparieren und lässt somit bekannte Sicherheitslücken offen für Ausbeutung, es sei denn, ein Moratorium wird aufgerufen, um Fehlerbehebungen zu ermöglichen.
Im Jahr 2016 stellte eine spezielle DAO, „The DAO“, einen Rekord für die bisher größte Crowdfunding-Kampagne auf. Die Forscher wiesen auf mehrere Probleme im Code des DAO hin. Das operative Verfahren für die DAO ermöglichte es den Anlegern, jedes noch nicht in ein Projekt eingebundene Geld nach Belieben zurückzuziehen. Somit können Finanzmittel schnell aufgebraucht sein.
Obwohl Maßnahmen zur Verhinderung von Glücksspielen die Stimmabgabe von Aktionären zum Erhalt von Investitionen verhinderten, gab es eine „Anzahl von Sicherheitslücken“. Diese ermöglichten Mitte Juni 2016 den Versuch eines großen Mittelabzugs aus der DAO. Am 20. Juli 2016 entschied die Ethereum-Community einvernehmlich, die Ethereum-Blockchain durch hard fork zu forcieren, um den ursprünglichen Vertrag zu retten.